# チャップリンの消防夫

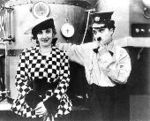

『チャップリンの消防夫』（The Fireman）は、チャーリー・チャップリンのミューチュアル社における2作目のサイレント映画。1916年の作品。チャップリンの役は消防士で、エドナ・パーヴァイアンスはロイド・ベーコン演じる男の娘として登場する。男は自分の家に放火し、エリック・キャンベル演じる消防署長と共謀し、保険金を騙し取ろうと企む。
野外の場面では、当時のロサンゼルス近郊の通りの風景を見ることができる。

## 製作
チャップリンは、ミューチュアル社のスタジオの近くにある消防署の前を通り過ぎ、消防士の自分が火災警報ベルに翻弄されることを想像したことから、本作を発想したという。
撮影は、実在の消防署で行われ、そこの消防車を活用することができた。

## 反響
映画は大ヒットした。しかし、ファンからの手紙で「私は、あなたが大衆の奴隷になりつつあるのではないかと心配しています」との、大衆に迎合することへの危惧を伝えられ、チャップリンもそれに同意したという。

## キャスト
- 消防士：チャーリー・チャップリン
- 消防署長：エリック・キャンベル
- 若い娘：エドナ・パーヴァイアンス
- その父：ロイド・ベーコン
- 火災に遭った男：レオ・ホワイト
- 消防士：アルバート・オースチン、ジョン・ランド、ジェームズ・T・ケリー、フランク・J・コールマン
- 牛乳配達人：フレッド・グッドウィンズ（英語版）

出典：

### 日本語吹替
| 俳優                     | 日本語吹替 |
| ------------------------ | ---------- |
| チャールズ・チャップリン | 山寺宏一   |
| （ナレーター）           | 近石真介   |

- 初回放送2014年10月19日スター・チャンネル[5]

この作品はサイレント映画だが、チャップリンのデビュー100周年を記念し、日本チャップリン協会監修のもと、日本語吹替が製作された。